# Bluecity
Ne doit pas être confondu avec Blue City (centre commercial) ou Blue City.
 (janvier 2017).
Si vous disposez d'ouvrages ou d'articles de référence ou si vous connaissez des sites web de qualité traitant du thème abordé ici, merci de compléter l'article en donnant les références utiles à sa vérifiabilité et en les liant à la section « Notes et références ».

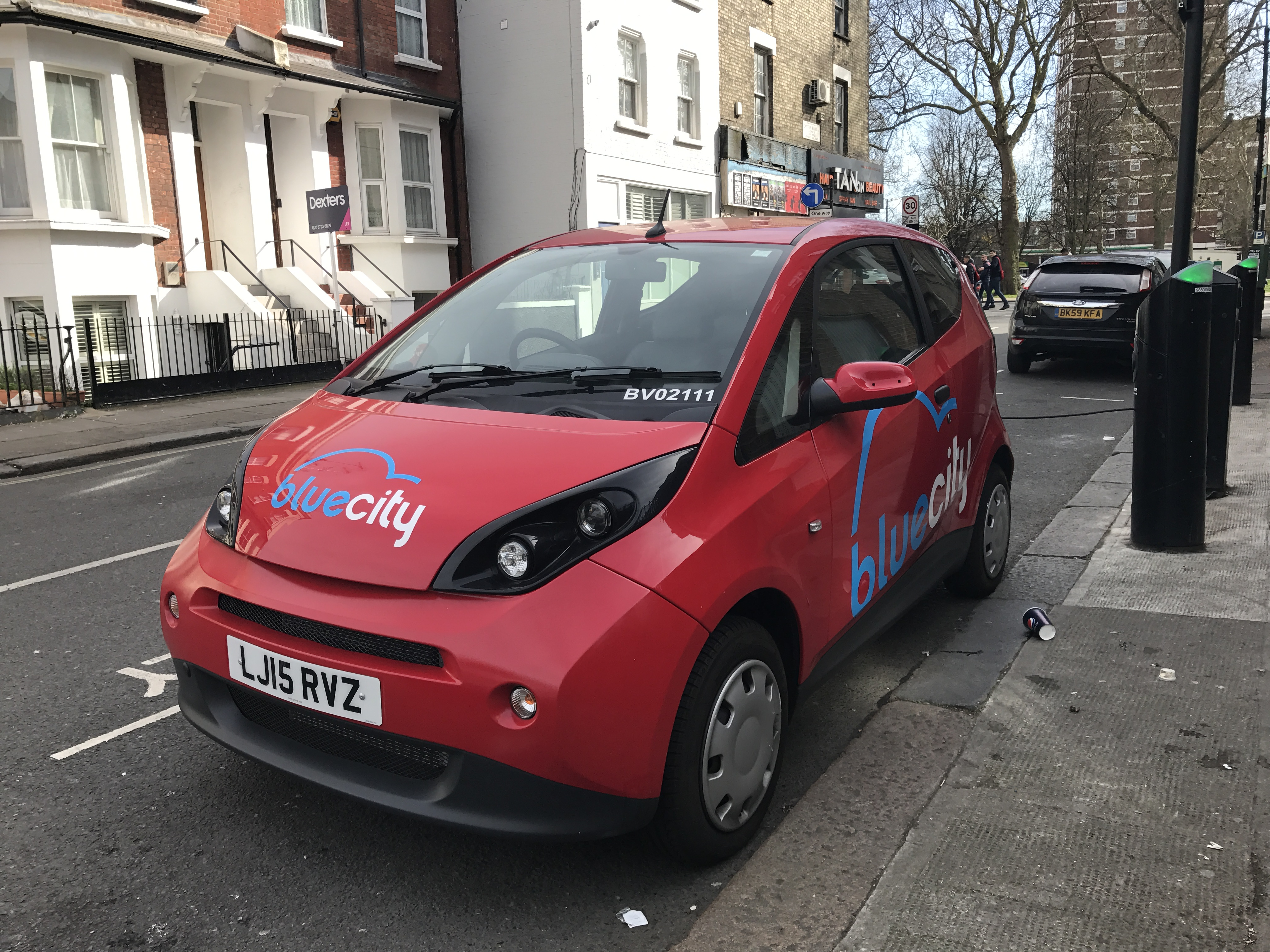
Illustration

Bluecity était (avril 2017-février 2020) un service public d'autopartage de voitures électriques en libre-service au sein de l'agglomération londonienne. La conception des Bluecar utilisées ainsi que l'exploitation du service ont été confiées au groupe industriel Bolloré.

## Histoire
Le 12 juin 2015, le Groupe Bolloré a présenté devant 250 invités et journalistes des nouveaux véhicules rouges (de la couleur des bus double-deck Londoniens) dédiés à l'auto-partage de Londres.
À cette occasion, un convoi exceptionnel de 11 véhicules transportant les "VIP" du Groupe a traversé Londres de High Street Kensington à Cavendish Square en passant à l’intérieur de Hyde Park.
Initialement prévu pour une mise en service en fin d'année 2015, Bluecity est finalement lancé en avril 2017. Mais le service n'a jamais réussi à décoller, confronté à une forte pression concurrentielle et à des négociations administratives complexes avec 33 collectivités locales, qui ont empêché un bon développement du réseau. Après moins de 3 ans d'activité, Bluecity s'arrête définitivement le 10 février 2020.

## Véhicule
Le véhicule choisi pour Bluecity reste la Bluecar parisienne homologuée en conduite à droite. Véhicule électrique produit par la société italienne Cecomp. Il est équipé de batteries Lithium Métal Polymère fabriquées à Ergué-Gabéric (Bretagne) par Batscap, filiale du groupe Bolloré et de moteurs synchrones à aimants fabriqués à Angoulême par l’entreprise Leroy-Somer.
L'autonomie annoncée est de 250 km en parcours urbain, pour une recharge moyenne effectuée en 4 heures. Le designer est l'italien Pininfarina, mais l'essentiel de la production est fait par la société Cecomp.
La Bluecar est un véhicule à trois portes et quatre places qui nécessite la possession d'un permis de conduire B. La planche de bord est équipée d'un écran tactile spécifique, qui offre notamment à l'utilisateur le guidage GPS avec la possibilité de visualiser le nombre de places disponibles dans les stations Autolib’, de créer un itinéraire vers sa station d'arrivée et d'y réserver une place de stationnement.

## Villes concernées en juillet 2015
| Southwark | Sutton                                               |
| --- | ---------------------------------------------------- |
| - Danecroft Road - Doddington Grove - East Dulwich Grove - Gomm Road - Holland Street - Horselydown Lane - Ondine Road - Scovell Road - The cut - Trafalgar Street - Underhill Road | - Gibson Road car park - Wallington Library car park |